# Spinellamblys simplex
Spinellamblys simplex är en stekelart som beskrevs av Heinrich 1968. Spinellamblys simplex ingår i släktet Spinellamblys och familjen brokparasitsteklar. Inga underarter finns listade i Catalogue of Life.